# Catocala
Genre
Catocala, les Catocales (du grec kato, « dessous », et kalos, « beau » en référence à ses ailes postérieures, généralement rouges à orange avec des bandes noires, cachées au repos sous des ailes antérieures de couleur cryptique) est un genre de lépidoptères (papillons) nocturnes de la famille des Erebidae et de la sous-famille des Erebinae.

## Taxonomie
- Lichénée, likenée, en référence aux ailes supérieures de couleur cryptique qui ressemblent au lichen. Ce cryptisme permet aux catocales de se fondre avec l'écorce des arbres sur lesquels ils se posent[2].

- Les taxonomistes, fascinés par la beauté de ces ailes inférieures qui leur évoquaient peut-être des sous-vêtements féminins affriolants, leur ont donné souvent une épithète spécifique très suggestive : Catocala promissa la promise, Catocala sponsa la fiancée, Catocala nupta la mariée, Catocala diversa la répudiée[3]…

## Liste des espèces
Selon FUNET Tree of Life (26 janvier 2021) :
- Catocala abacta Staudinger, 1900
- Catocala abamita Bremer & Grey, 1853
- Catocala actaea Felder & Rogenhofer, 1874
- Catocala aestimabilis Staudinger, [1892]
- Catocala afghana Swinhoe, 1885
- Catocala amabilis Bang-Haas, 1907
- Catocala ariana (Vartian, 1964)
- Catocala armandi Poujade, 1888
- Catocala artobolevskiji  Sheljuzhko, 1943
- Catocala becheri Borth, Kons & Saldaitis, 2017
- Catocala bella Butler, 1877
- Catocala bokhaica (Kononenko, 1979)
- Catocala brandti Hacker & Kaut, 1999
- Catocala butleri Leech, 1900
- Catocala catei Weisert, 1998
- Catocala chenyixini Ishizuka, 2011
- Catocala columbina Leech, 1900
- Catocala conjuncta (Esper, 1787) — la Conjointe
- Catocala connexa Butler, 1881
- Catocala contemnenda Staudinger, [1892]
- Catocala conversa (Esper, 1787) — la Compagne
- Catocala danilovi (Bang-Haas, 1927)
- Catocala dariana Sviridov, Speidel & Reshöft, 1996
- Catocala deducta Eversmann, 1843
- Catocala desiderata Staudinger, 1888
- Catocala detrita Warren, 1913
- Catocala deuteronympha Staudinger, 1861
- Catocala didenko Kons, Borth & Saldaitis, 2016
- Catocala dilecta (Hübner, [1808]) — la Bien-Aimée
- Catocala disjuncta (Geyer, [1828])
- Catocala dissimilis  Bremer, 1861
- Catocala distorta Butler, 1889
- Catocala diversa (Geyer, [1826]) — la Répudiée
- Catocala doerriesi Staudinger, 1888
- Catocala dotatoides Poole, 1989
- Catocala dula Bremer, 1861
- Catocala duplicata Butler, 1885
- Catocala electa (Vieweg, 1790) — l'Élue
- Catocala ella Butler, 1877
- Catocala ellamajor Ishizuka, 2010
- Catocala elocata (Esper, 1787) — la Déplacée
- Catocala eminens Staudinger, 1892
- Catocala eutychea Treitschke, 1835
- Catocala flavescens Hampson, 1894
- Catocala florianii Saldaitis & Ivinskis, 2008
- Catocala formosana Okano, 1958
- Catocala fraxini (Linnaeus, 1758) — la Lichénée bleue
- Catocala fredi Bytinsky-Salz & Brandt, 1937
- Catocala fugitiva Warren, 1914
- Catocala giuditta Schawerda, 1934
- Catocala hariti Ishizuka & Ohshima, 2002
- Catocala helena Eversmann, 1856
- Catocala hoenei (Mell, 1936)
- Catocala hymenaea ([Schiffermüller], 1775)
- Catocala hymenoides Draeseke, 1927
- Catocala hyperconnexa Sugi, 1965
- Catocala inconstans Butler, 1889
- Catocala infasciata (Mell, 1936)
- Catocala intacta Leech, 1889
- Catocala jansseni Prout, 1924
- Catocala jonasii Butler, 1877
- Catocala juncta Staudinger, 1889
- Catocala jyoka Ishizuka, 2006
- Catocala kaki Ishizuka, 2003
- Catocala koreana Staudinger, 1892
- Catocala kotshubeji Sheljuzhko, 1927
- Catocala kuangtungensis Mell, 1931
- Catocala kusnezovi Püngeler, 1914
- Catocala lara Bremer, 1861
- Catocala largeteaui Oberthür, 1881
- Catocala leechi Hampson, 1913
- Catocala lesbia Christoph, 1887
- Catocala longipalpis (Mell, 1936)
- Catocala lupina Herrich-Schäffer, [1851] — la Démasquée
- Catocala luscinia Brandt, 1938
- Catocala maculata Vincent, 1919
- Catocala mariana Rambur, 1858
- Catocala maso Ishizuka, 2011
- Catocala mesopotamica Kusnezov, 1903
- Catocala mirifica Butler, 1877
- Catocala moltrechti Bang-Haas, 1927
- Catocala musmi (Hampson, 1913)
- Catocala nagioides (Wileman, 1924)
- Catocala neonympha (Esper, 1805)
- Catocala nilssoni Saldaitis, Pekarsky & Borth, 2017
- Catocala nivea Butler, 1877
- Catocala nubila  Butler, 1881
- Catocala nymphaea (Esper, 1787) — la Lichénée vestale
- Catocala nymphaeoides Herrich-Schäffer, 1852
- Catocala nymphagoga (Esper, 1787) — la Nymphagogue
- Catocala oberthueri Austaut, 1879
- Catocala obscena Alphéraky, 1879
- Catocala oshimai Ishizuka, 2001
- Catocala optata (Godart, 1824) — la Choisie
- Catocala optima Staudinger, 1888
- Catocala pacta (Linnaeus, 1758)
- Catocala paki Kishida, 1981
- Catocala patala Felder & Rogenhofer, 1874
- Catocala pataloides Mell, 1931
- Catocala persimilis Warren, 1888
- Catocala pirata (Herz, 1904)
- Catocala praegnax Walker, [1858]
- Catocala prolifica Walker, [1858]
- Catocala promissa ([Schiffermüller], 1775) — la Promise
- Catocala proxeneta Alphéraky, 1895
- Catocala pseudoformosana  Ishizuka, 2010
- Catocala pudica Moore, 1879
- Catocala puella Leech, 1889
- Catocala puerpera (Giorna, 1791) — la Lichénée miniacée
- Catocala rama Moore, [1885]
- Catocala repudiata Staudinger, 1888
- Catocala remissa Staudinger, [1892]
- Catocala rhodosoma Röber, 1927
- Catocala seiohbo Ishizuka, 2002
- Catocala separans Leech, 1889
- Catocala separata Freyer, 1846
- Catocala siamensis Kishida & Suzuki, 2002
- Catocala sponsa (Linnaeus, 1767) — la Fiancée
- Catocala sponsalis Walker, [1858]
- Catocala streckeri Staudinger, 1888
- Catocala tapestrina Moore, 1882
- Catocala timur Bang-Haas, 1907
- Catocala tokui Sugi, 1976
- Catocala triphaenoides Oberthür, 1881
- Catocala viviennei Hacker & Kautt, 1996
- Catocala weigerti Hacker, 1999
- Catocala wushensis Okano, 1964
- Catocala mabella Holland, 1889
- Catocala agitatrix Graeser, [1889]
- Catocala fulminea (Scopoli, 1763) — la Lichénée jaune
- Catocala invasa Leech, 1900
- Catocala xarippe Butler, 1877
- Catocala nupta (Linnaeus, 1767) — la Mariée
- Catocala concubia Walker, [1858]
- Catocala benediki Borth, Kons, Saldaitis & Gall, 2017
- Catocala adultera Ménétriés, 1856
- Catocala neglecta Staudinger, 1888
- Catocala laura Saldaitis, Ivinskis & Speidel, 2008
- Catocala naganoi Sugi, 1982
- Catocala solntsevi Sviridov, 1997
- Catocala naumanni Sviridov, 1996
- Catocala katsumii Kons, Borth, Saldaitis & Didenko, 2017
- Catocala fuscinupta Hampson, 1913
- Catocala haitzi (Bang-Haas, 1936)
- Catocala martyrum Oberthür, 1881
- Catocala sultana Bang-Haas, 1910
- Catocala vestalis Boisduval, 1829
- Catocala kishidai
- Catocala innubens Guenée, 1852
- Catocala piatrix Grote, 1864
- Catocala consors (Smith, 1797)
- Catocala epione (Drury, [1773])
- Catocala muliercula Guenée, 1852
- Catocala antinympha (Hübner, [1823])
- Catocala badia Grote & Robinson, 1866
- Catocala habilis Grote, 1872
- Catocala serena Edwards, 1864
- Catocala robinsonii Grote, 1872
- Catocala myristica  Kons & Borth, 2015
- Catocala judith Strecker, 1874
- Catocala flebilis Grote, 1872
- Catocala angusi Grote, 1876
- Catocala obscura Strecker, 1873
- Catocala residua Grote, 1874
- Catocala sappho Strecker, 1874
- Catocala atocala Brou, 1985
- Catocala agrippina Strecker, 1874
- Catocala retecta Grote, 1872
- Catocala luctuosa Hulst, 1884
- Catocala ulalume Strecker, 1878
- Catocala dejecta Strecker, 1880
- Catocala insolabilis Guenée, 1852
- Catocala vidua (Smith, 1797)
- Catocala maestosa Hulst, 1884
- Catocala lacrymosa Guenée, 1852
- Catocala palaeogama Guenée, 1852
- Catocala nebulosa Edwards, 1864
- Catocala subnata Grote, 1864
- Catocala neogama (Smith, 1797)
- Catocala aholibah Strecker, 1874
- Catocala ilia (Cramer, [1776])
- Catocala umbrosa Brou, 2002
- Catocala cerogama Guenée, 1852
- Catocala relicta Walker, [1858]
- Catocala marmorata Edwards, 1864
- Catocala unijuga Walker, [1858]
- Catocala parta Guenée, 1852
- Catocala irene Behr, 1870
- Catocala luciana Strecker, 1874
- Catocala faustina Strecker, 1873
- Catocala hermia H. Edwards, 1880
- Catocala californica Edwards, 1864
- Catocala briseis Edwards, 1864
- Catocala grotiana  Bailey, 1879
- Catocala semirelicta Grote, 1874
- Catocala meskei Grote, 1873
- Catocala jessica H. Edwards, 1877
- Catocala junctura Walker, [1858]
- Catocala texanae French, 1902
- Catocala electilis Walker, [1858]
- Catocala cara Guenée, 1852
- Catocala carissima Hulst, 1880
- Catocala concumbens Walker, [1858]
- Catocala amatrix (Hübner, [1813])
- Catocala delilah Strecker, 1874
- Catocala desdemona H. Edwards, 1882
- Catocala caesia awks, 2010
- Catocala frederici Grote, 1872
- Catocala benjamini Brower, 1937
- Catocala andromache H. Edwards, 1885
- Catocala mcdunnoughi Brower, 1937
- Catocala chelidonia Grote, 1881
- Catocala illecta Walker, [1858]
- Catocala abbreviatella Grote, 1872
- Catocala nuptialis Walker, [1858]
- Catocala whitneyi Dodge, 1874
- Catocala slotteni Kons & Borth, 2016
- Catocala amestris Strecker, 1874
- Catocala messalina Guenée, 1852
- Catocala sordida Grote, 1877
- Catocala aestivalia Kons & Borth, 2015
- Catocala gracilis Edwards, 1864
- Catocala louiseae Bauer, 1965
- Catocala bastropi Kons & Borth, 2017
- Catocala andromedae (Guenée, 1852)
- Catocala herodias Strecker, 1876
- Catocala coccinata Grote, 1872
- Catocala verrilliana Grote, 1875
- Catocala violenta H. Edwards, 1880
- Catocala ophelia H. Edwards, 1880
- Catocala miranda H. Edwards, 1881
- Catocala orba Kusnezov, 1903
- Catocala ultronia (Hübner, 1823)
- Catocala alabamae Grote, 1875
- Catocala pretiosa Lintner, 1876
- Catocala californiensis Brower, 1976
- Catocala ventura Borth & Kons, 2016
- Catocala johnsoniana Brower, 1976
- Catocala mira Grote, 1876
- Catocala grynea (Cramer, [1780])
- Catocala crataegi Saunders, 1876
- Catocala praeclara Grote & Robinson, 1866
- Catocala lincolnana Brower, 1976
- Catocala blandula Hulst, 1884
- Catocala dulciola Grote, 1881
- Catocala clintonii Grote, 1864
- Catocala similis Edwards, 1864
- Catocala minuta Edwards, 1864
- Catocala grisatra Brower, 1936
- Catocala micronympha Guenée, 1852
- Catocala connubialis Guenée, 1852
- Catocala amica (Hübner, 1818)
- Catocala lineella Grote, 1872
- Catocala jair Strecker, 1897

## Galerie

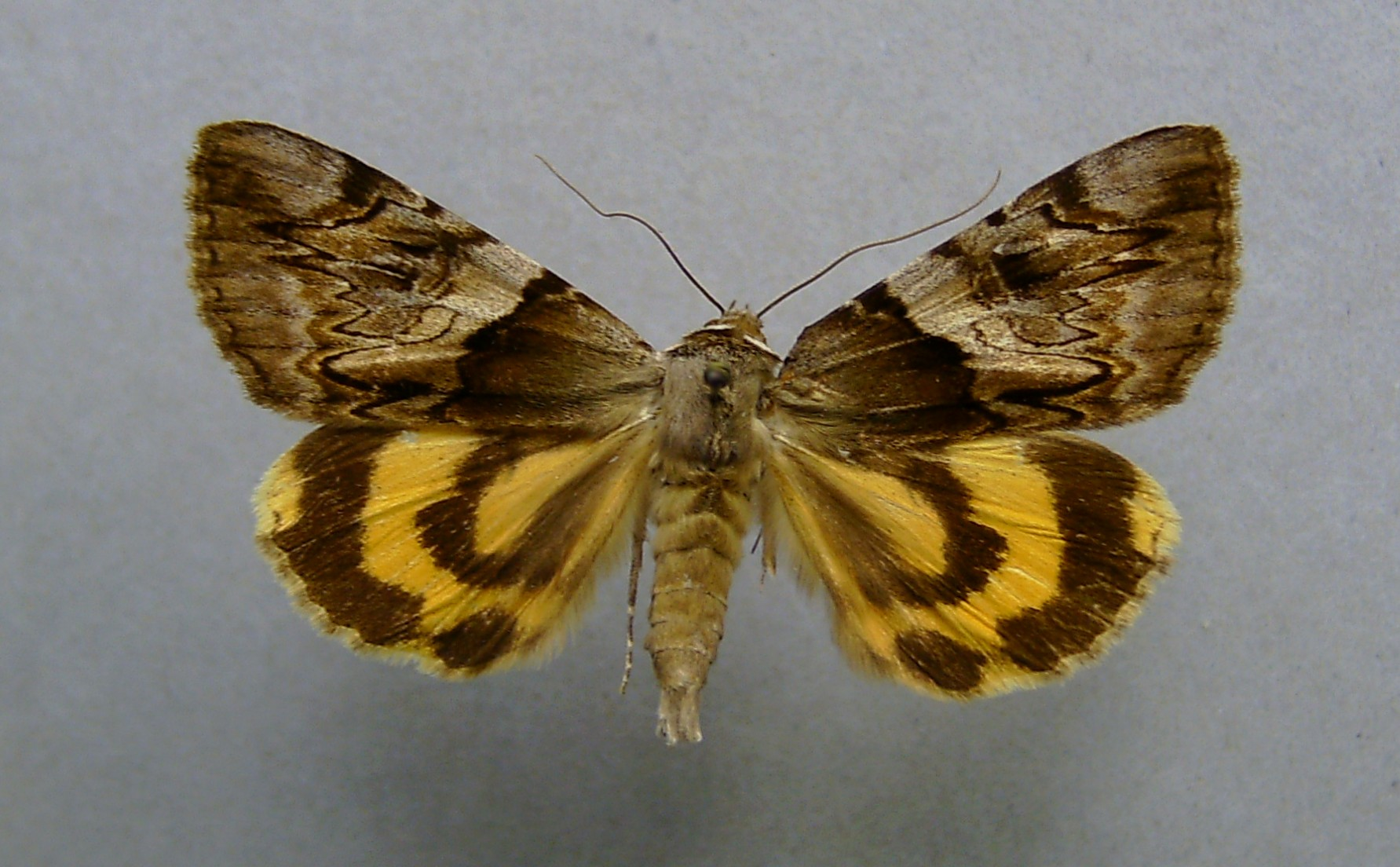
Catocala fulminea, la Lichénée jaune
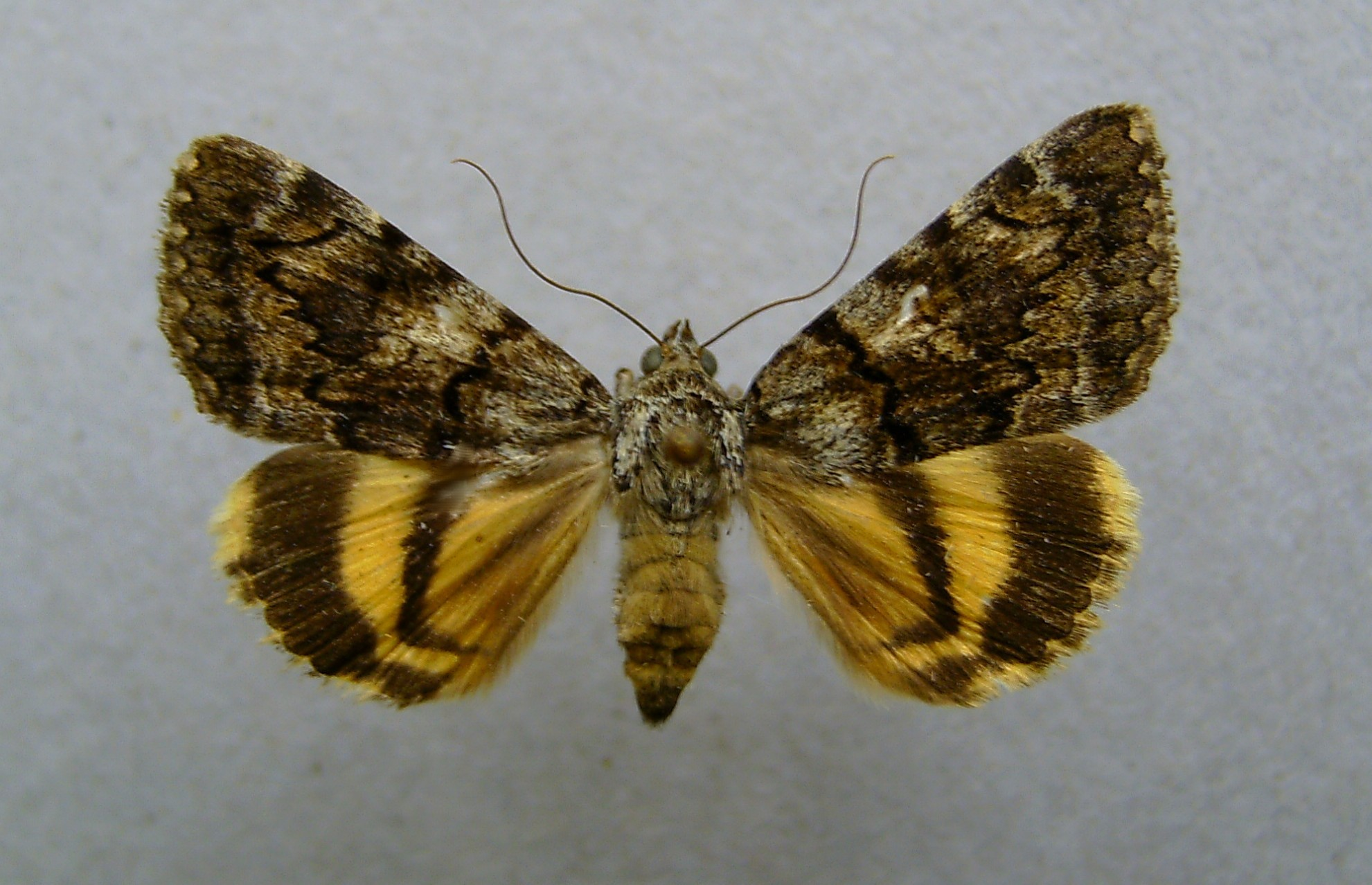
Catocala nymphagoga, la Nymphagogue
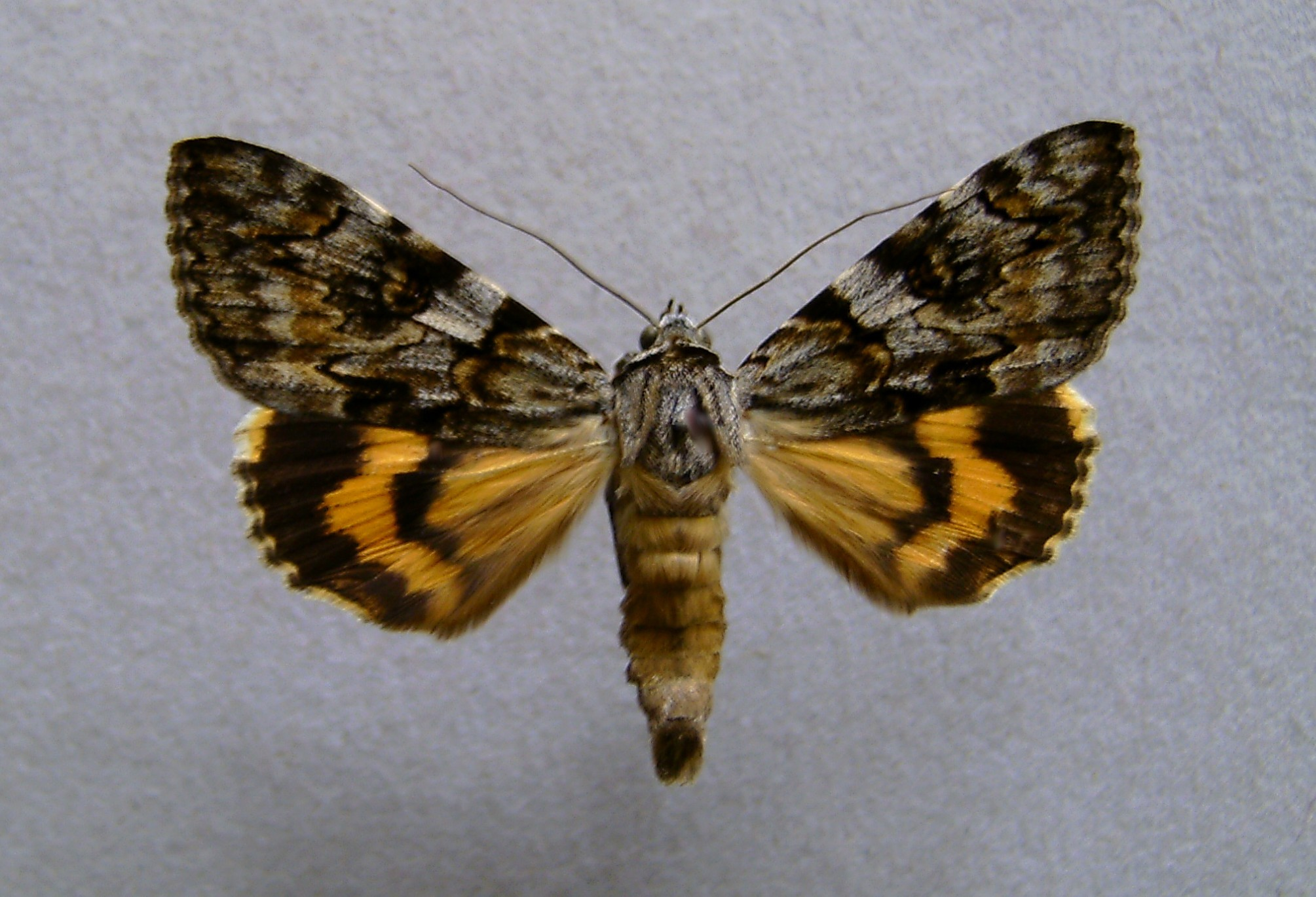
Catocala conversa, la Compagne
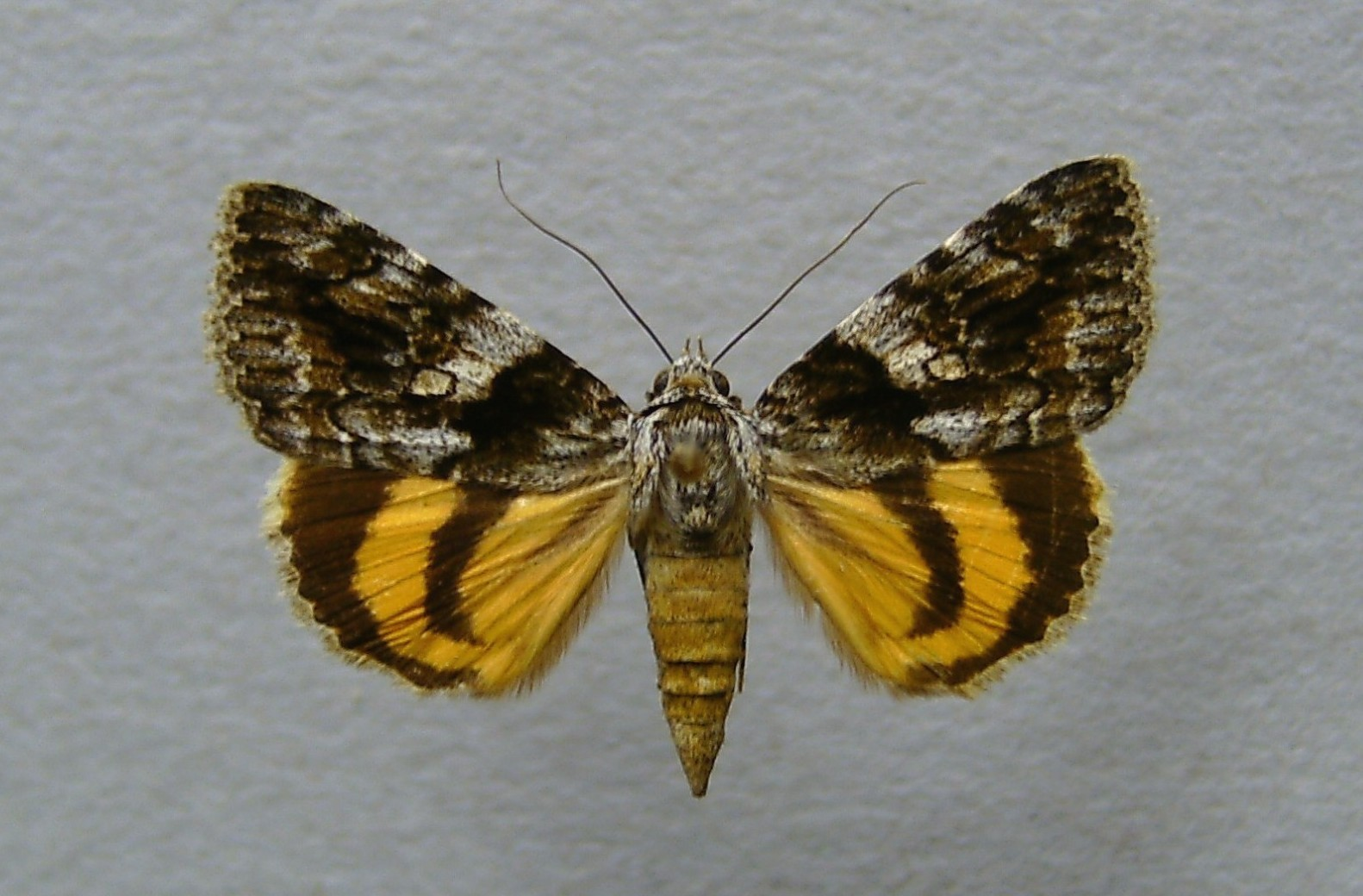
Catocala diversa, la Répudiée
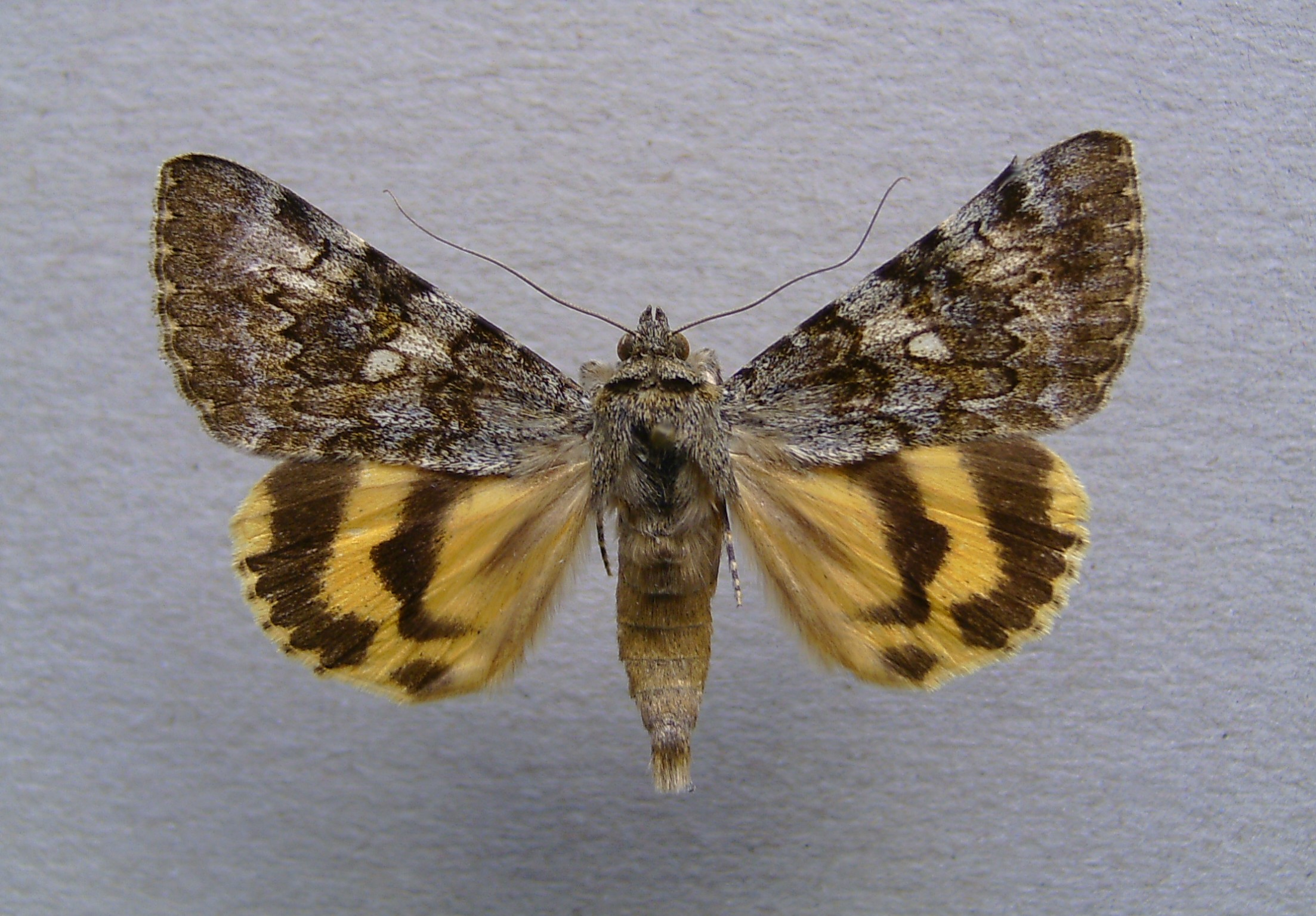
Catocala nymphaea, la Lichénée vestale
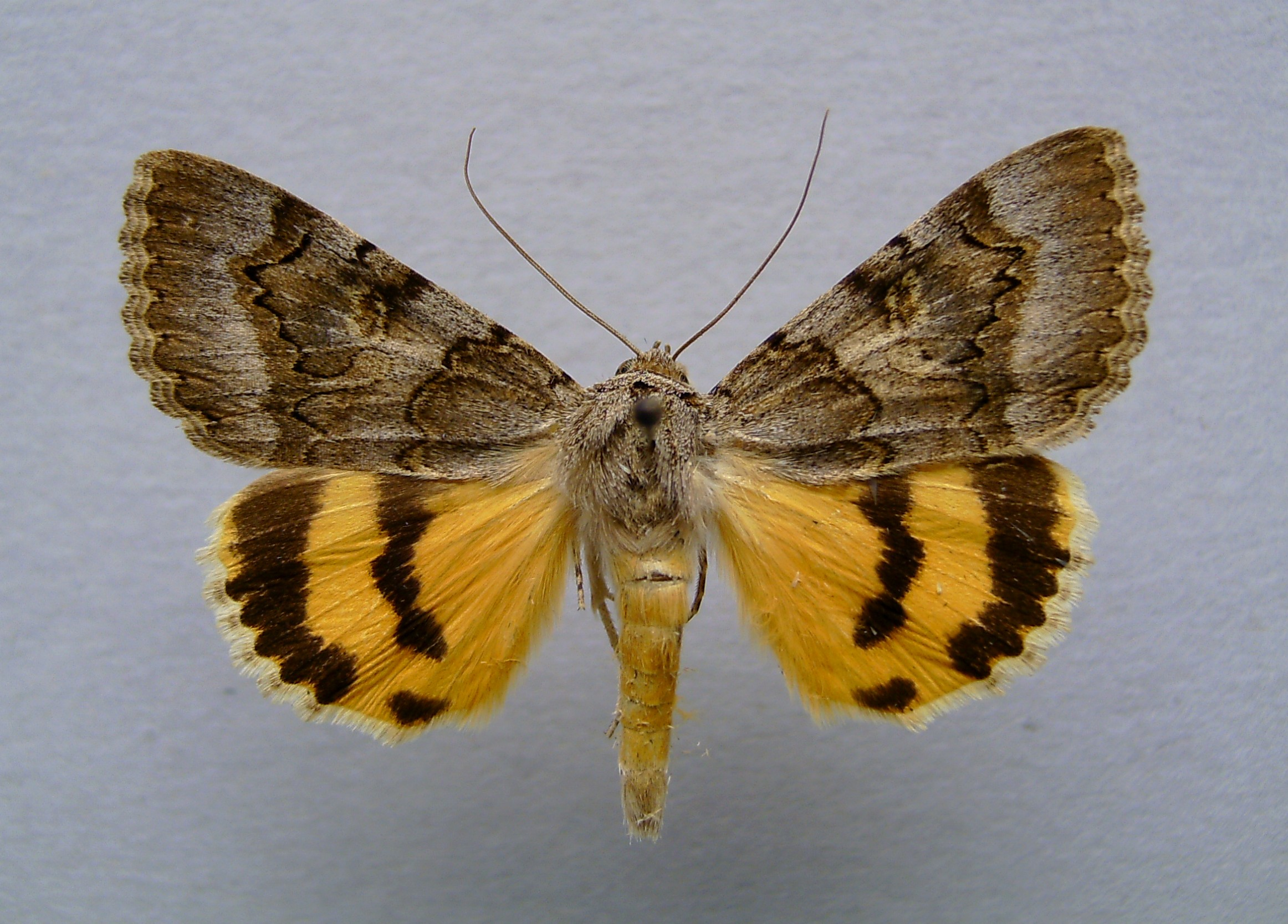
Catocala neonympha
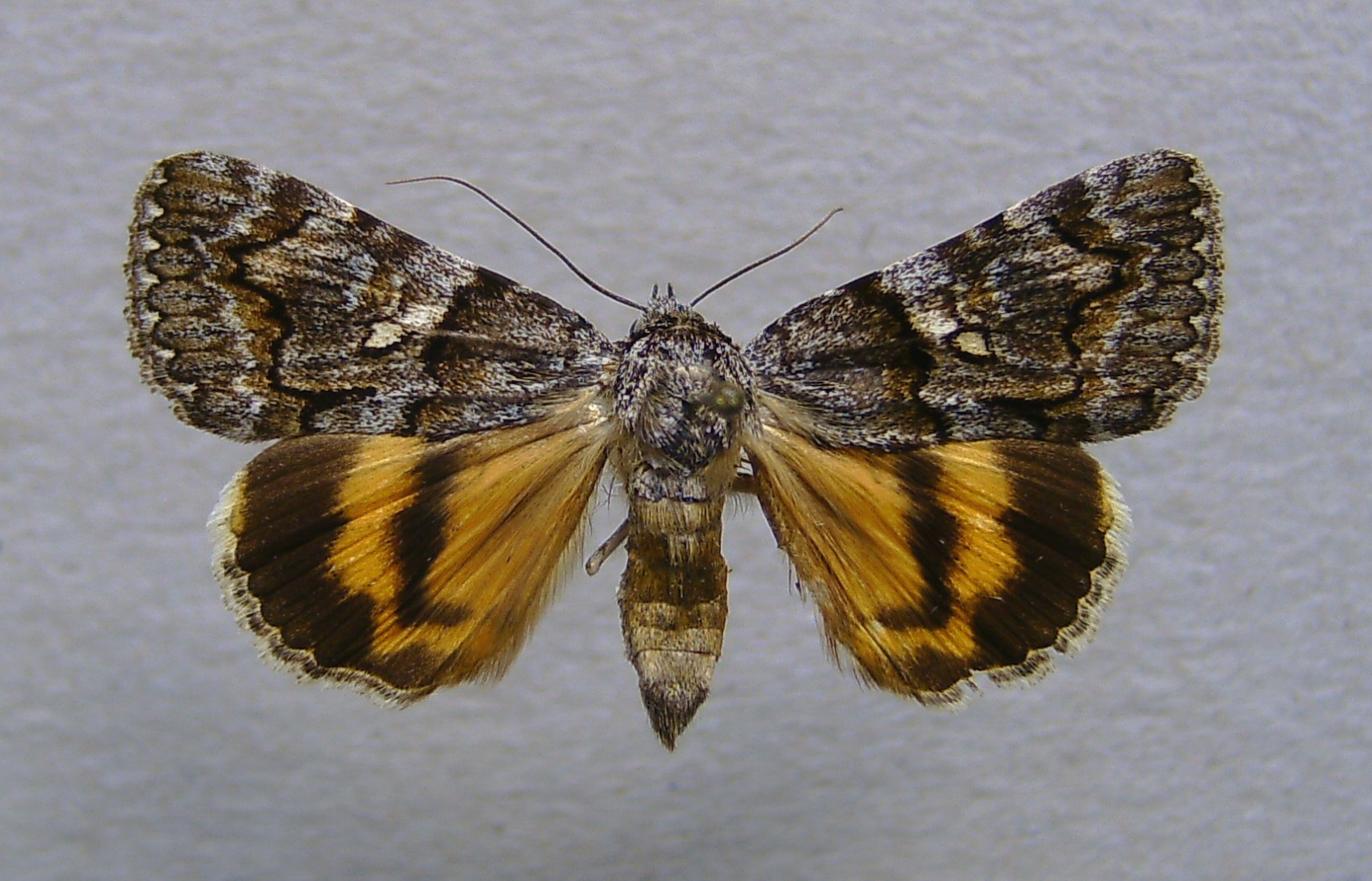
Catocala disjuncta
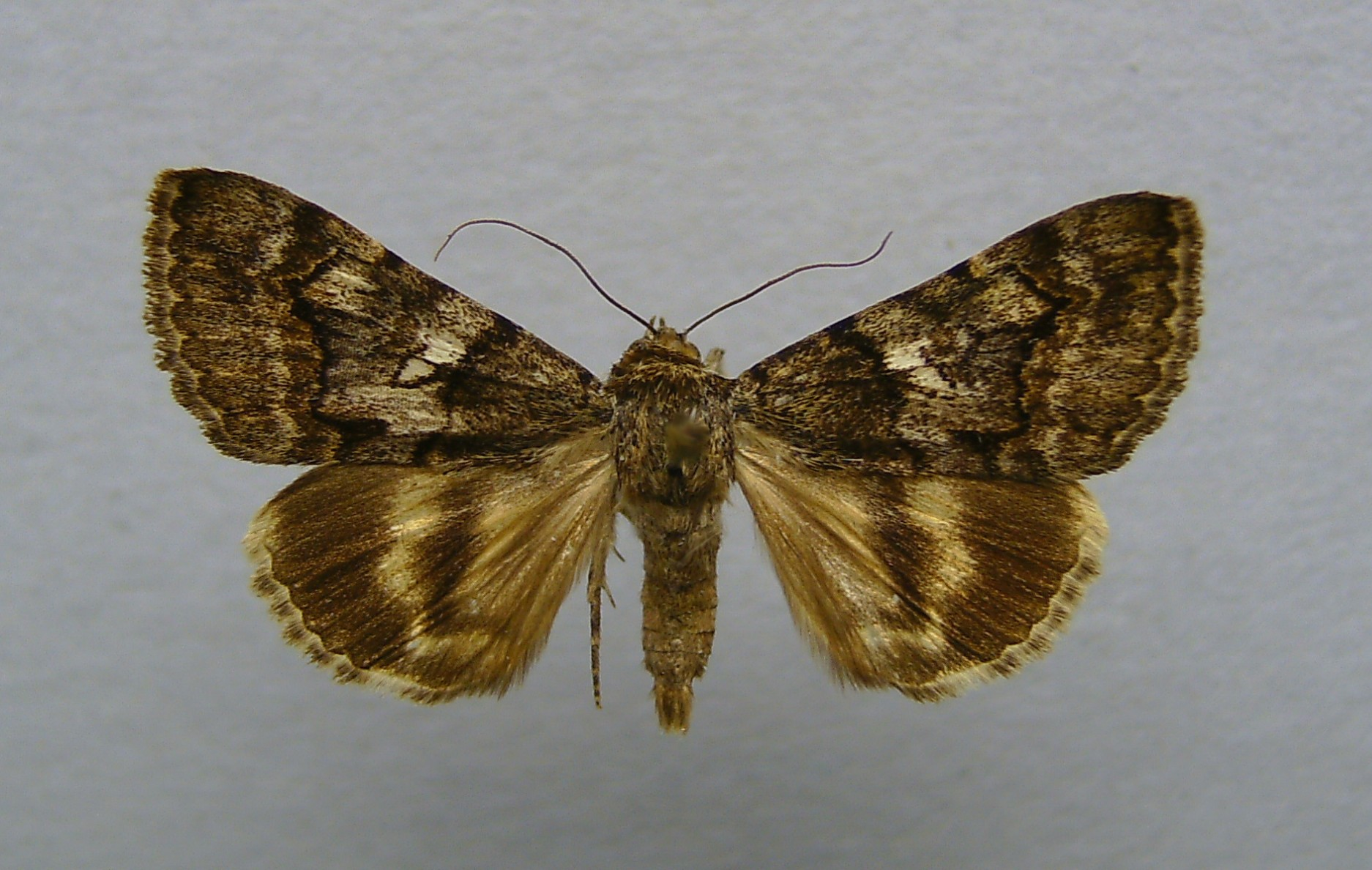
Catocala separata
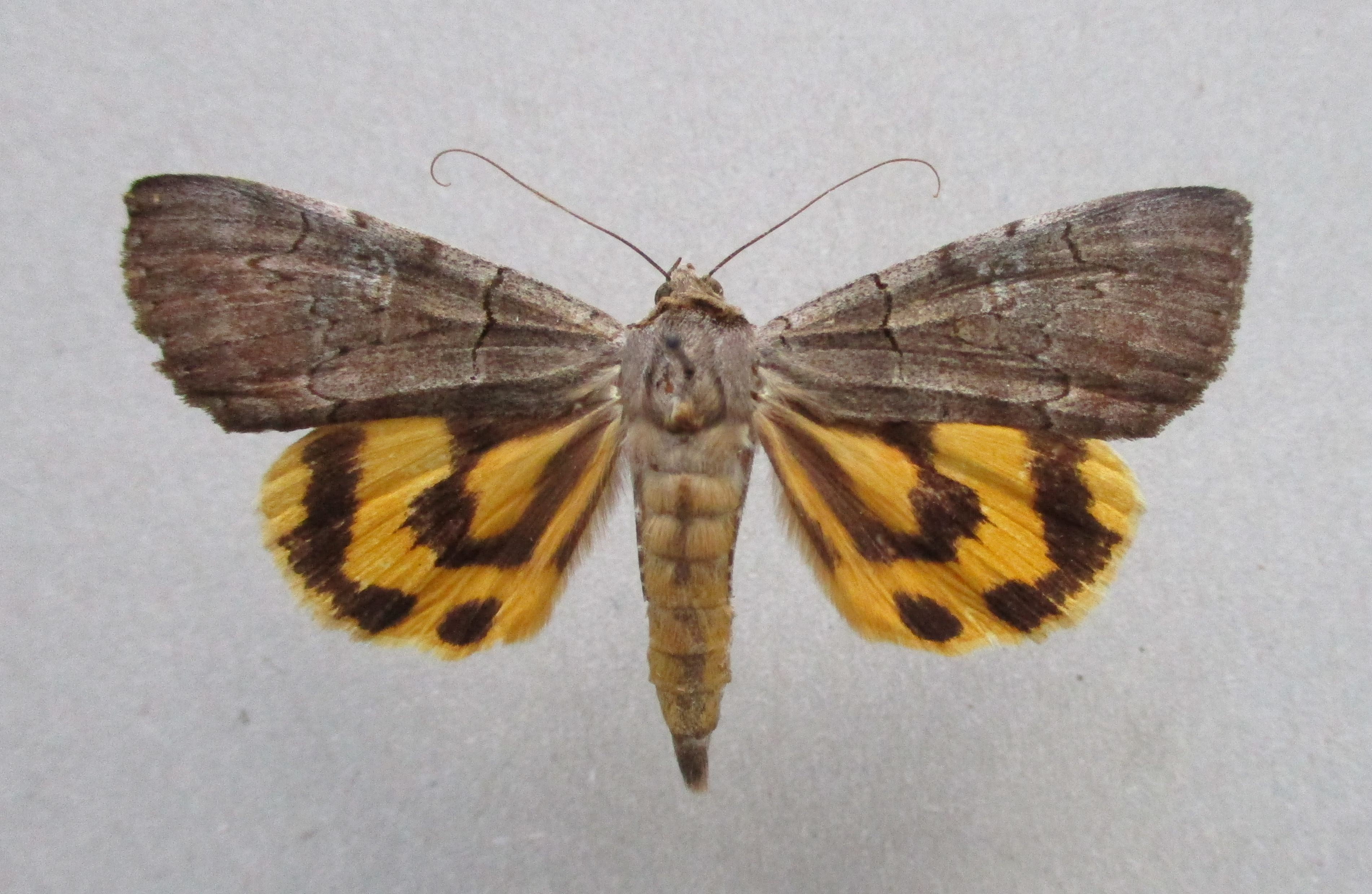
Catocala agitatrix
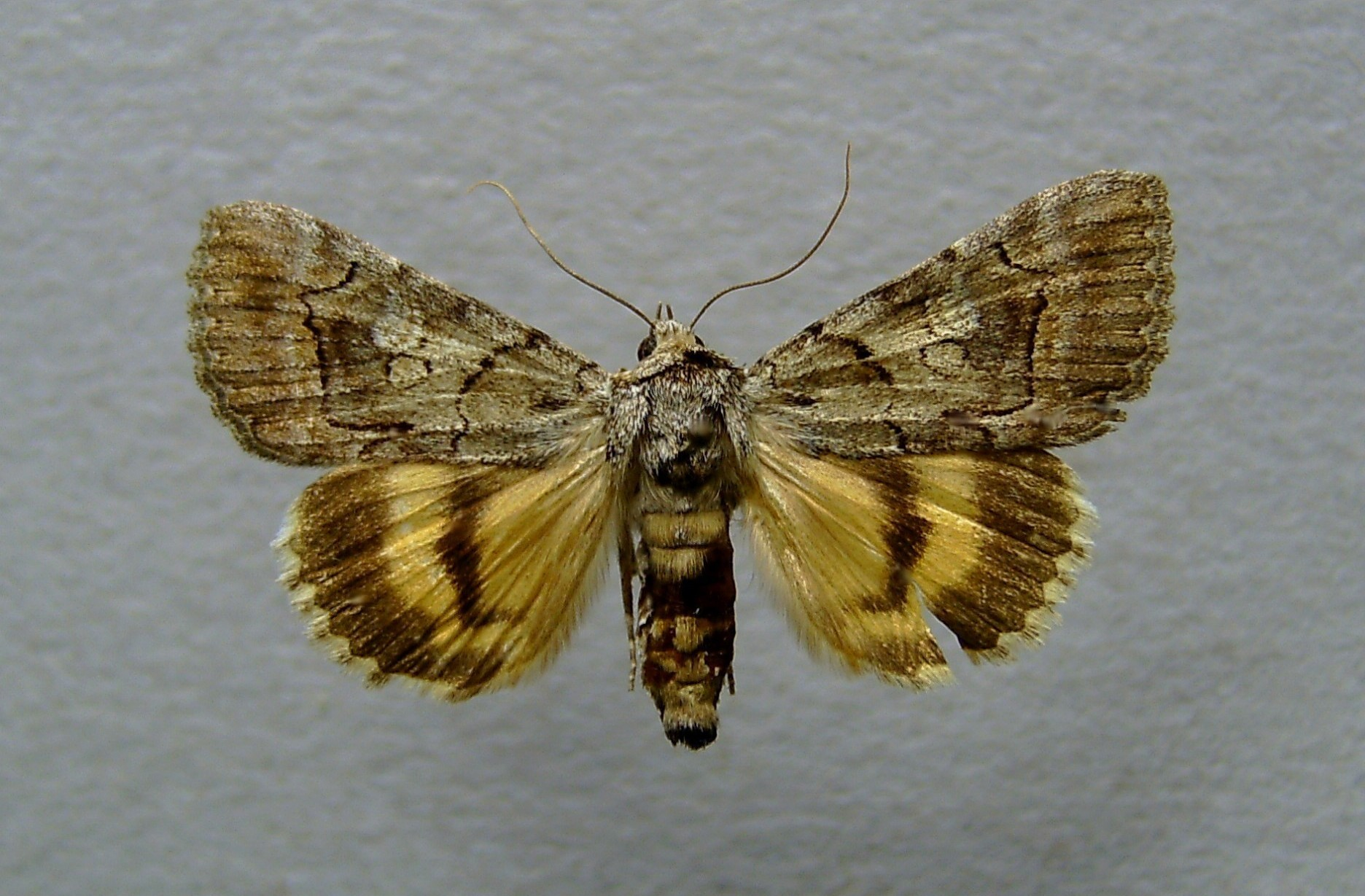
Catocala eutychea
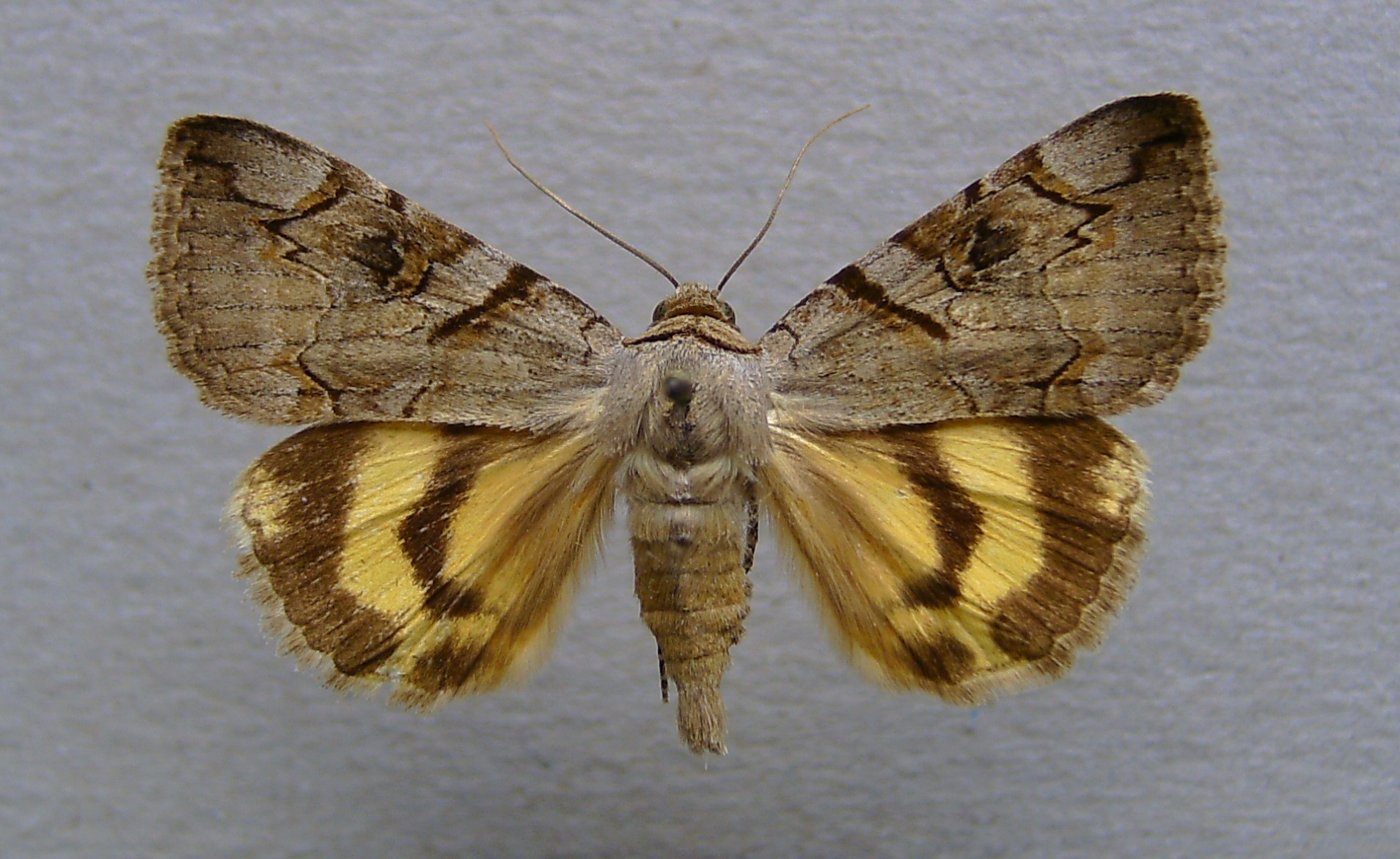
Catocala hymenaea
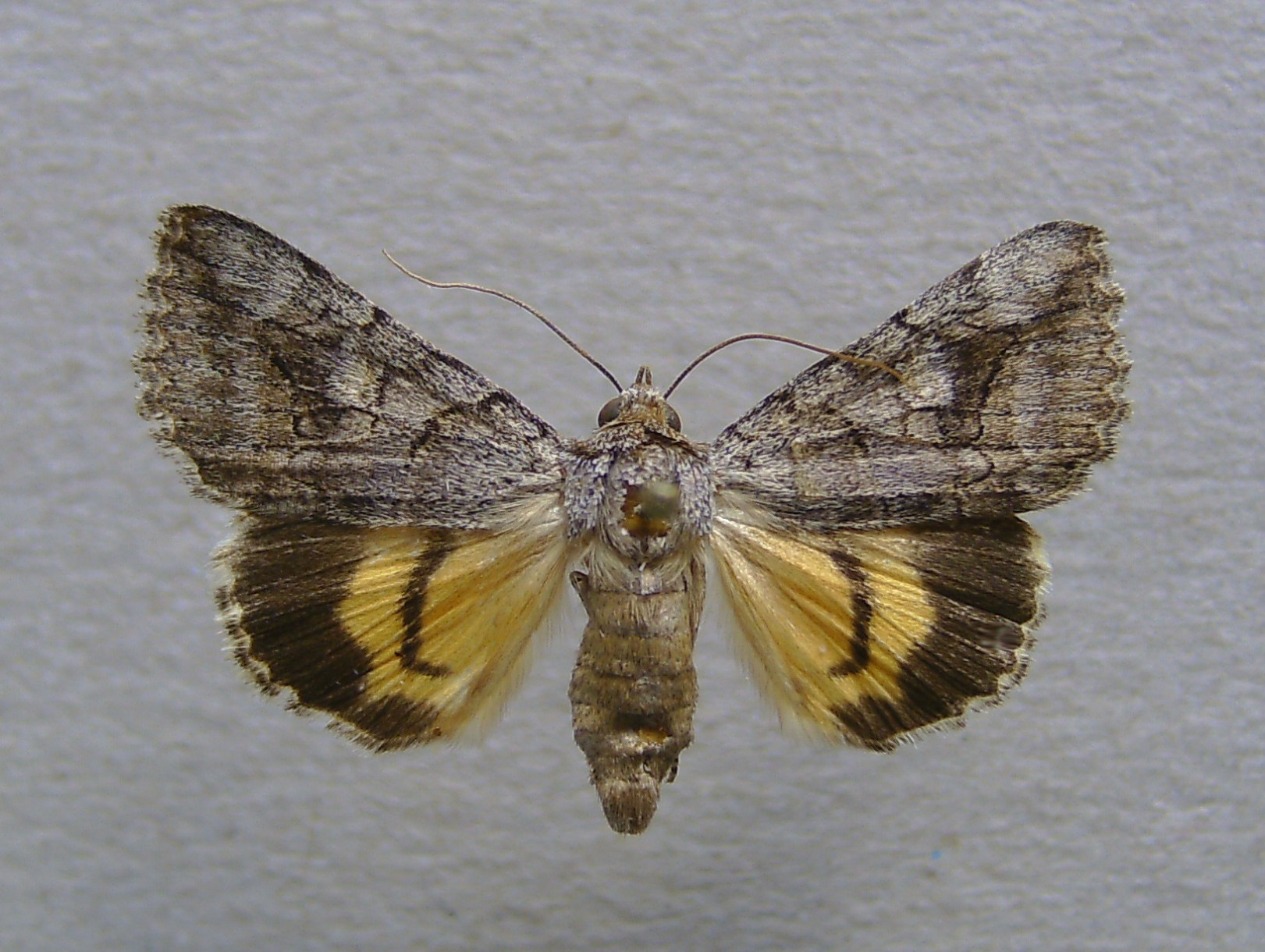
Catocala mariana
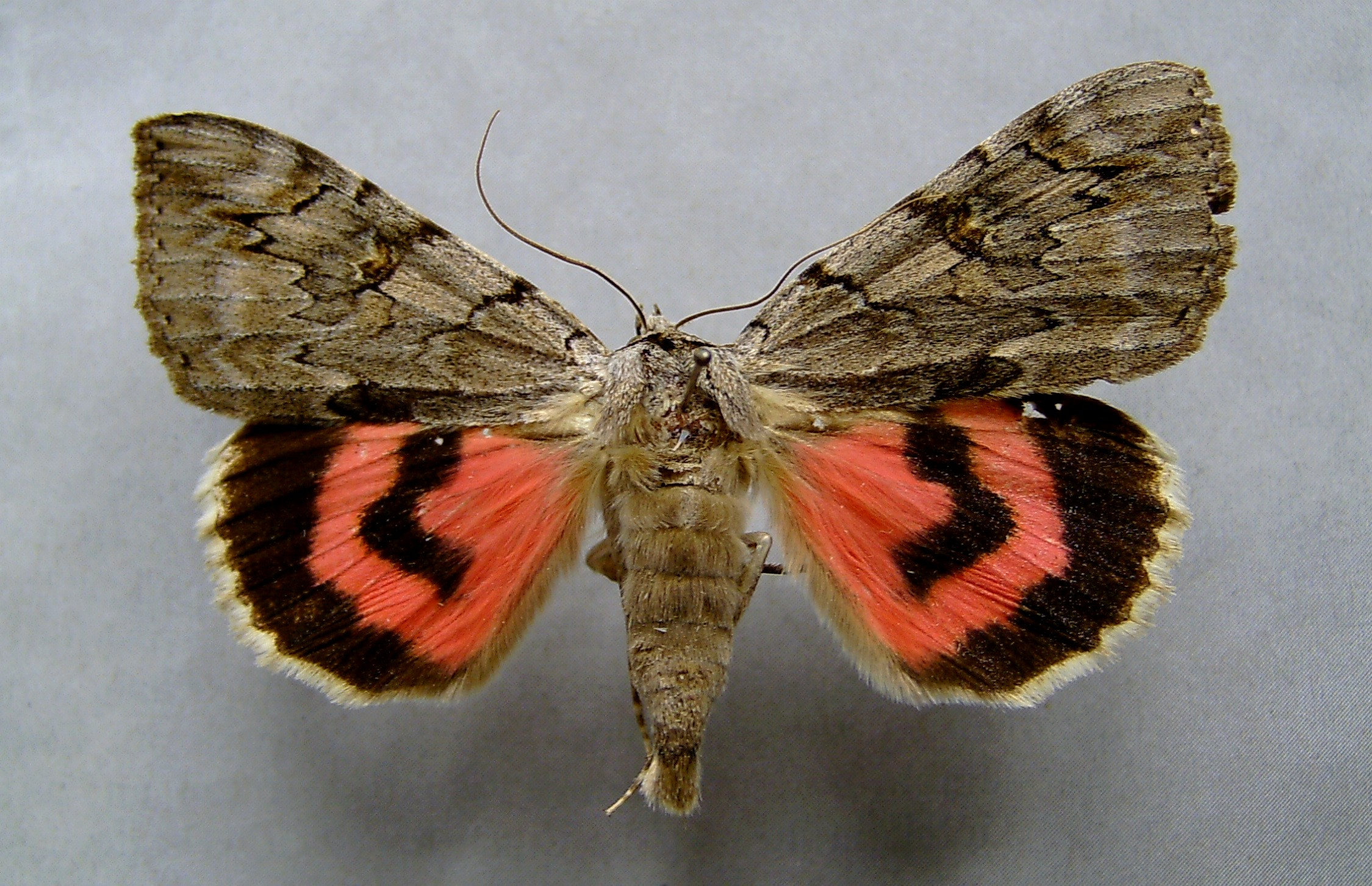
Catocala electa, l'Élue
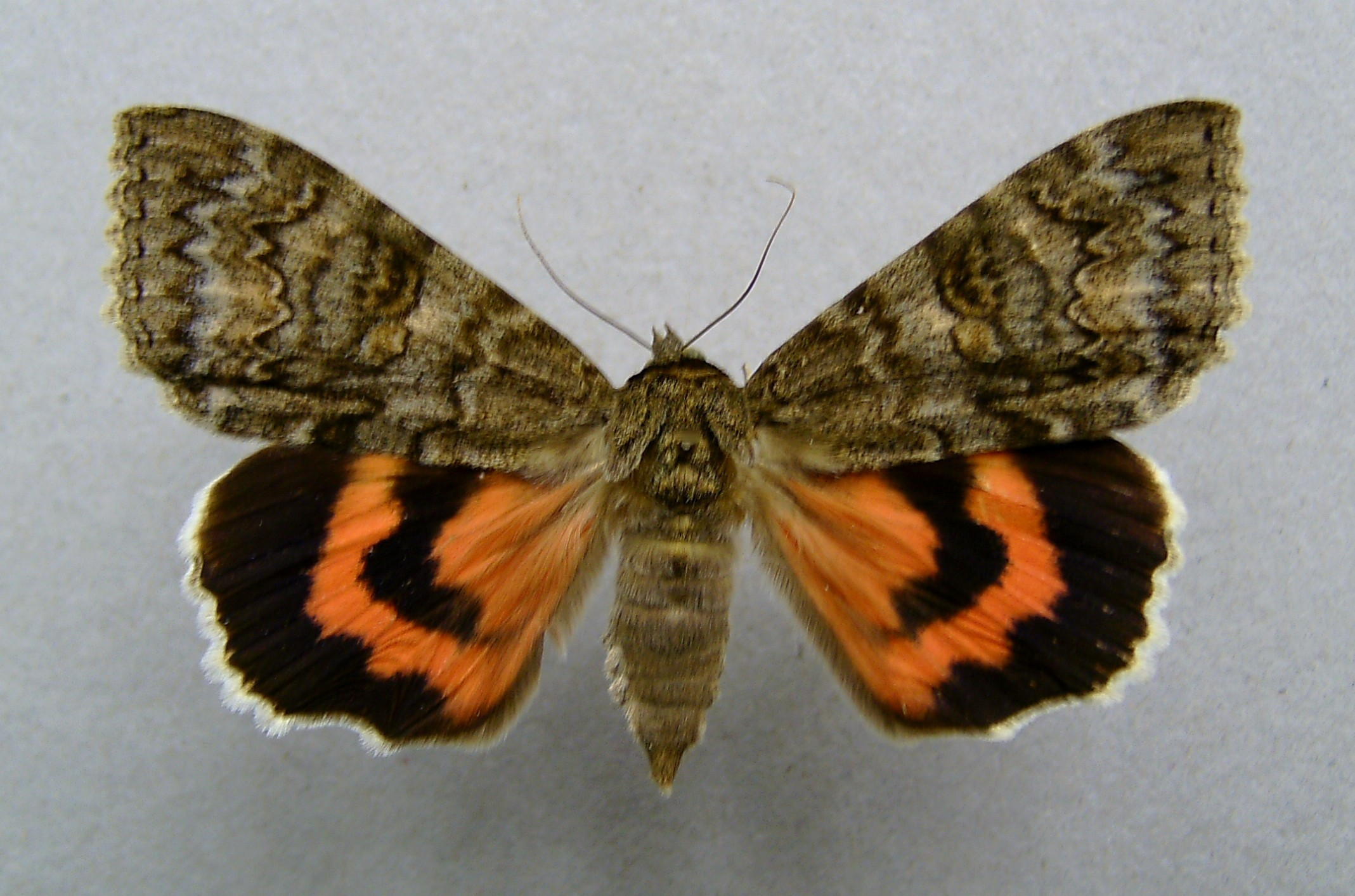
Catocala nupta, la Mariée
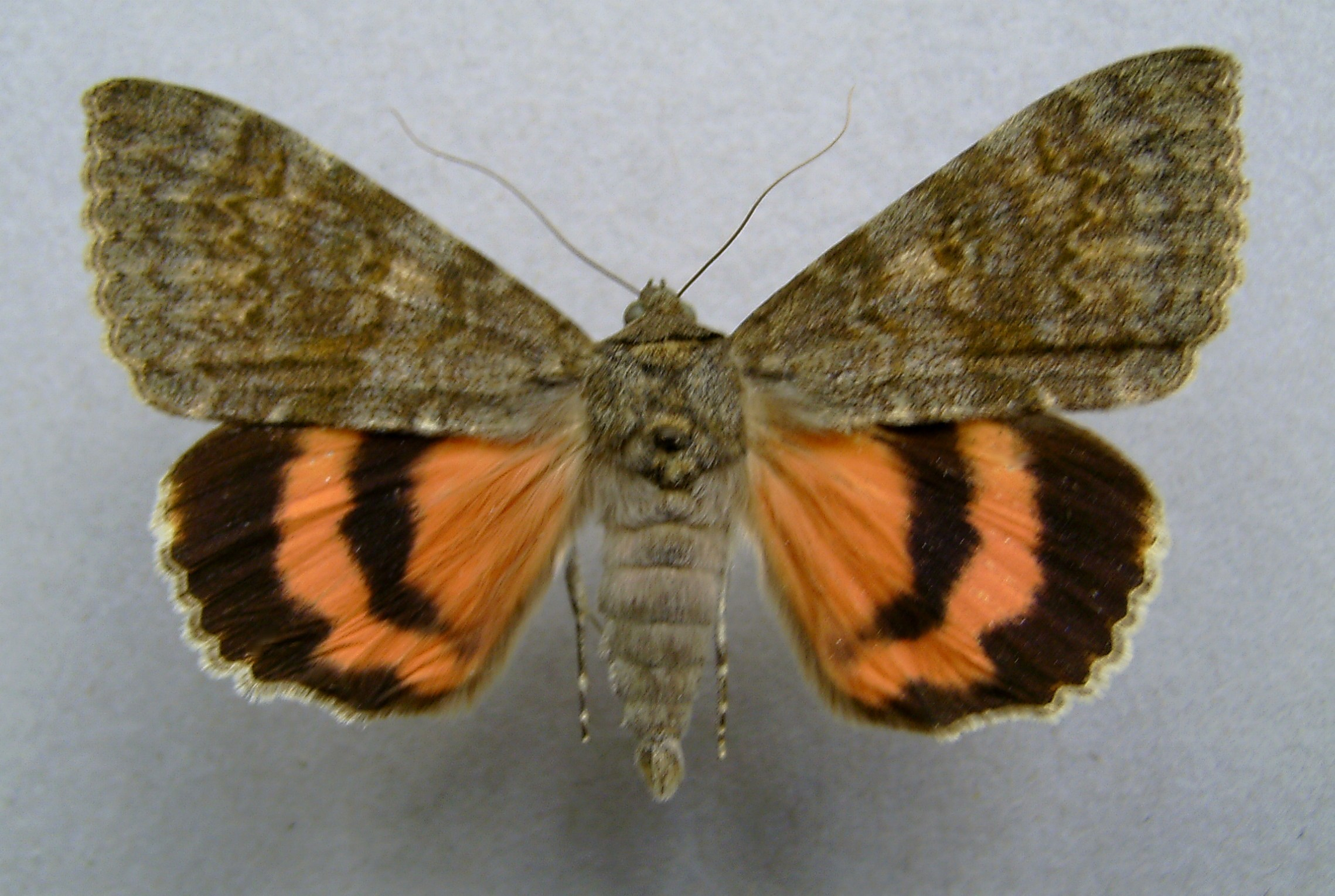
Catocala elocata, la Déplacée
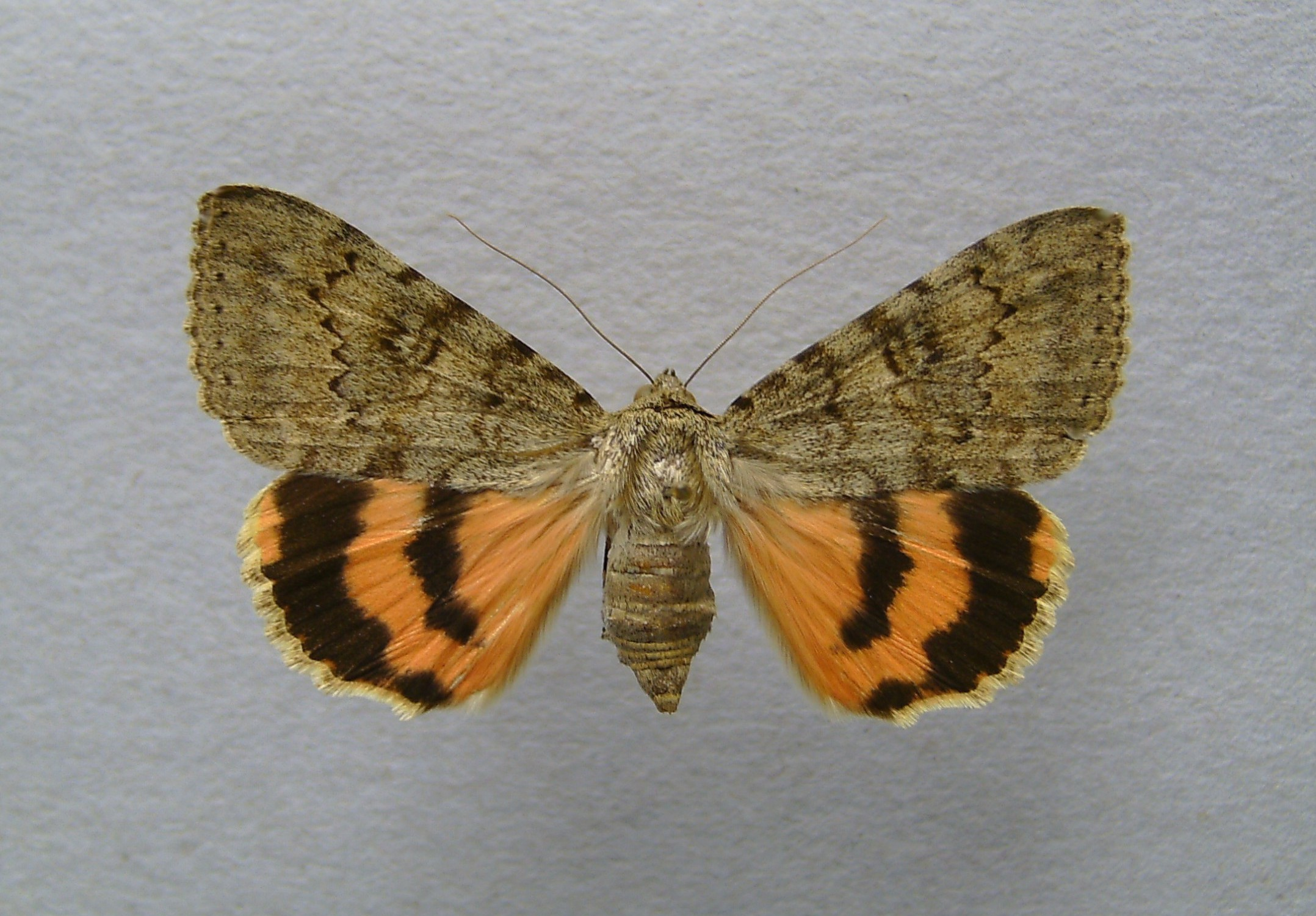
Catocala puerpera, la Lichénée miniacée
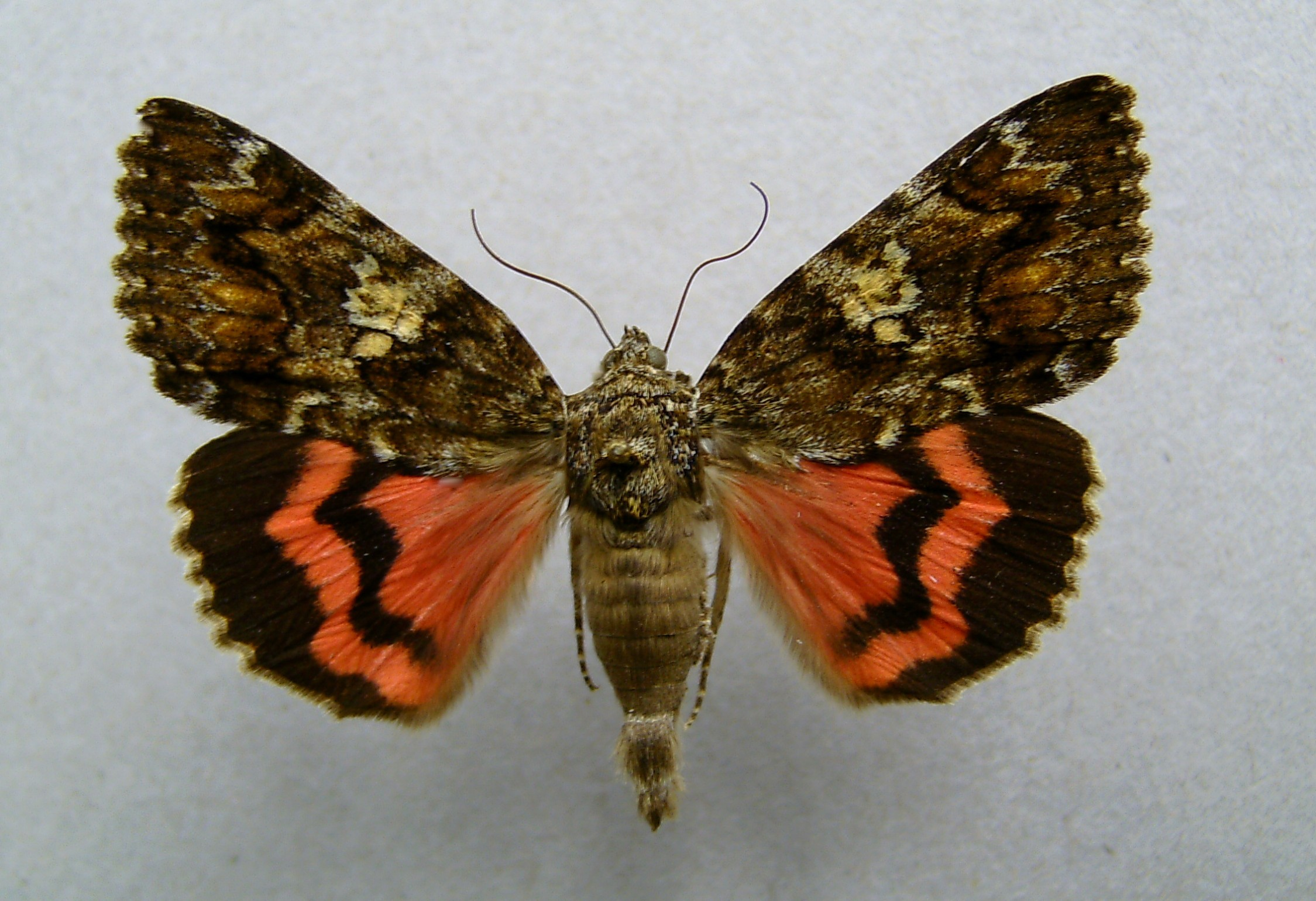
Catocala sponsa, la Fiancée
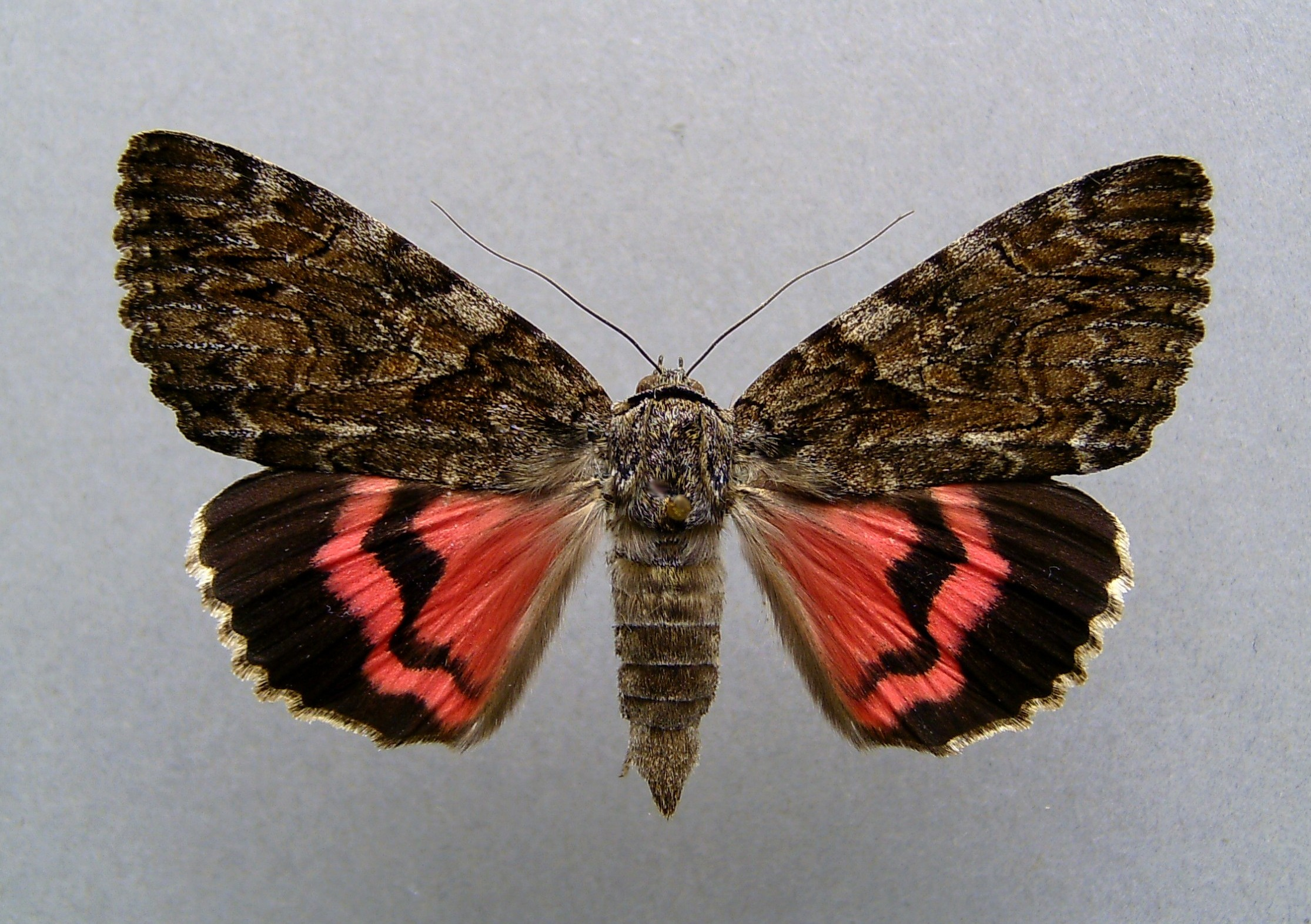
Catocala dilecta, la Bien-Aimée
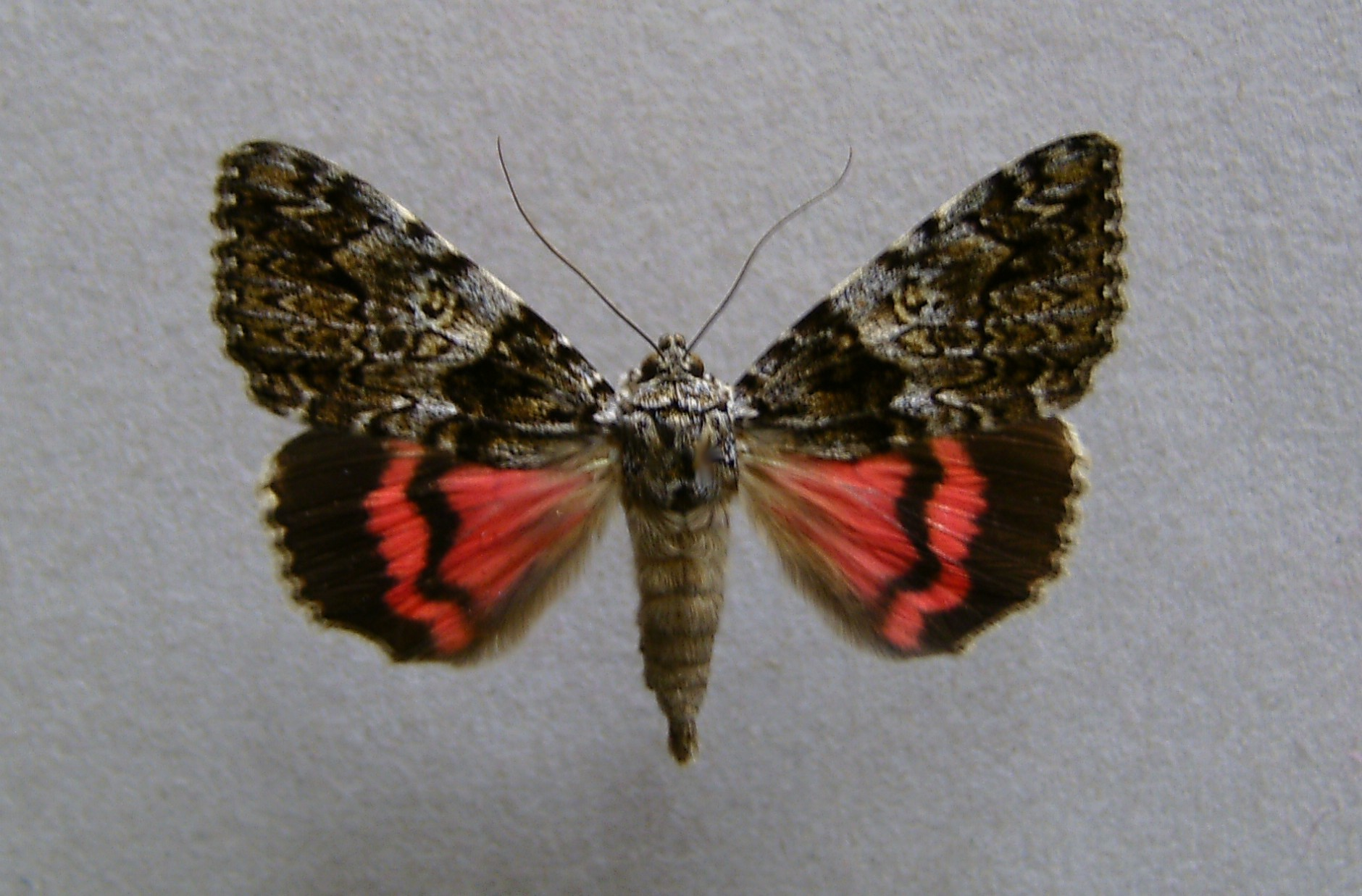
Catocala promissa, la Promise
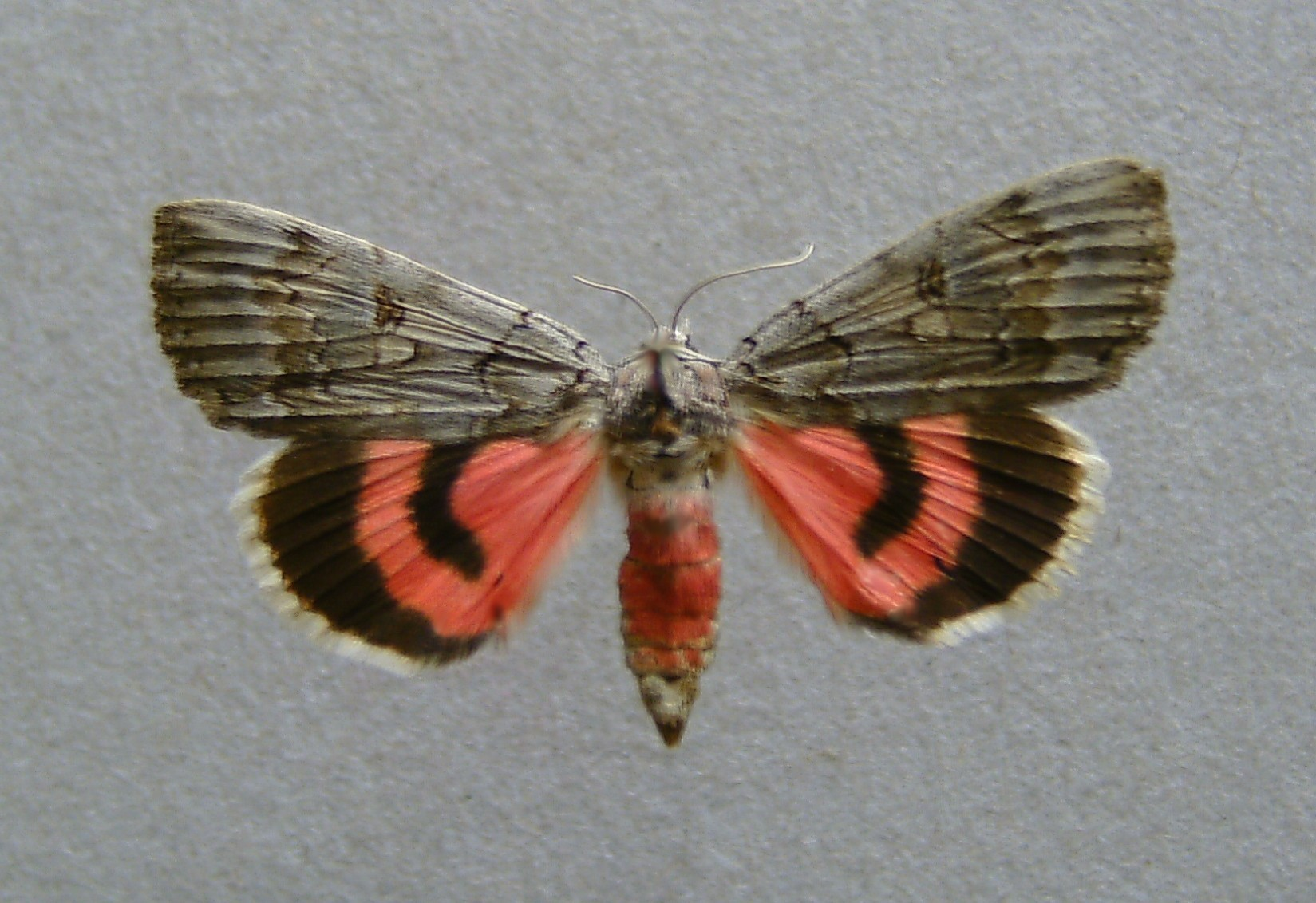
Catocala pacta
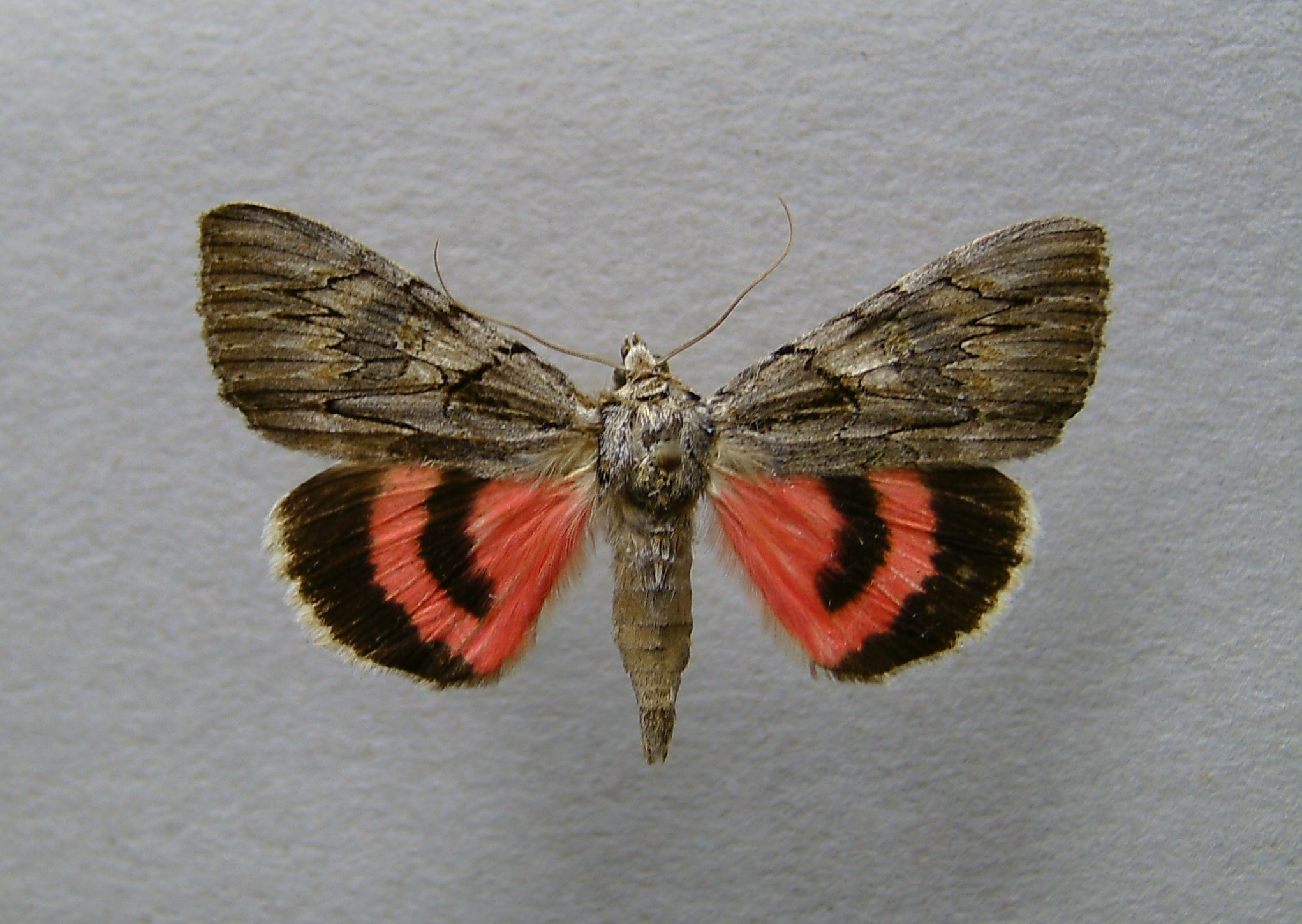
Catocala optata, la Choisie
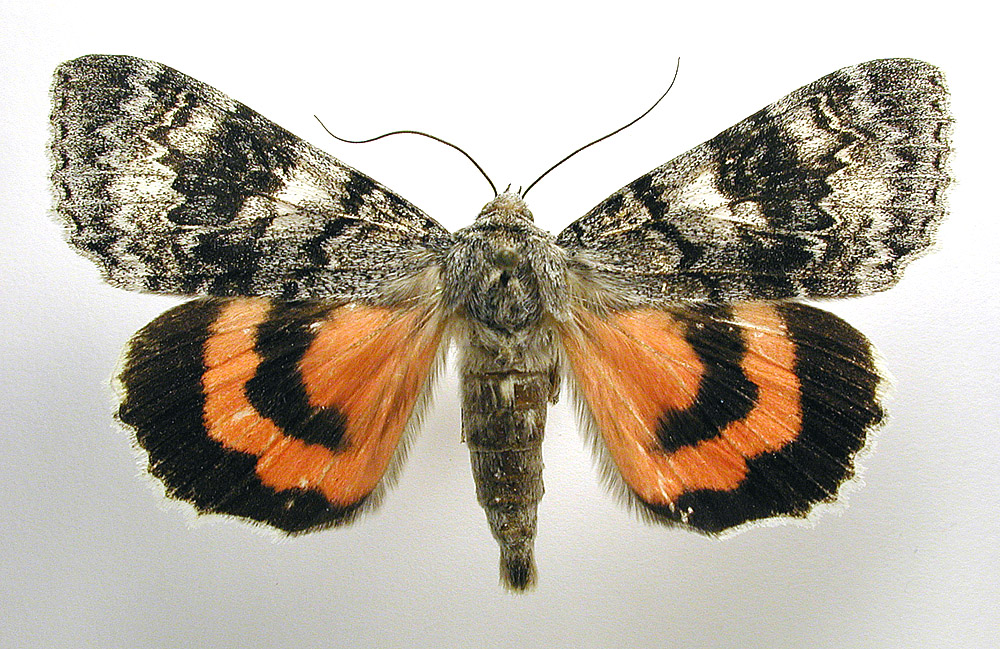
Catocala adultera
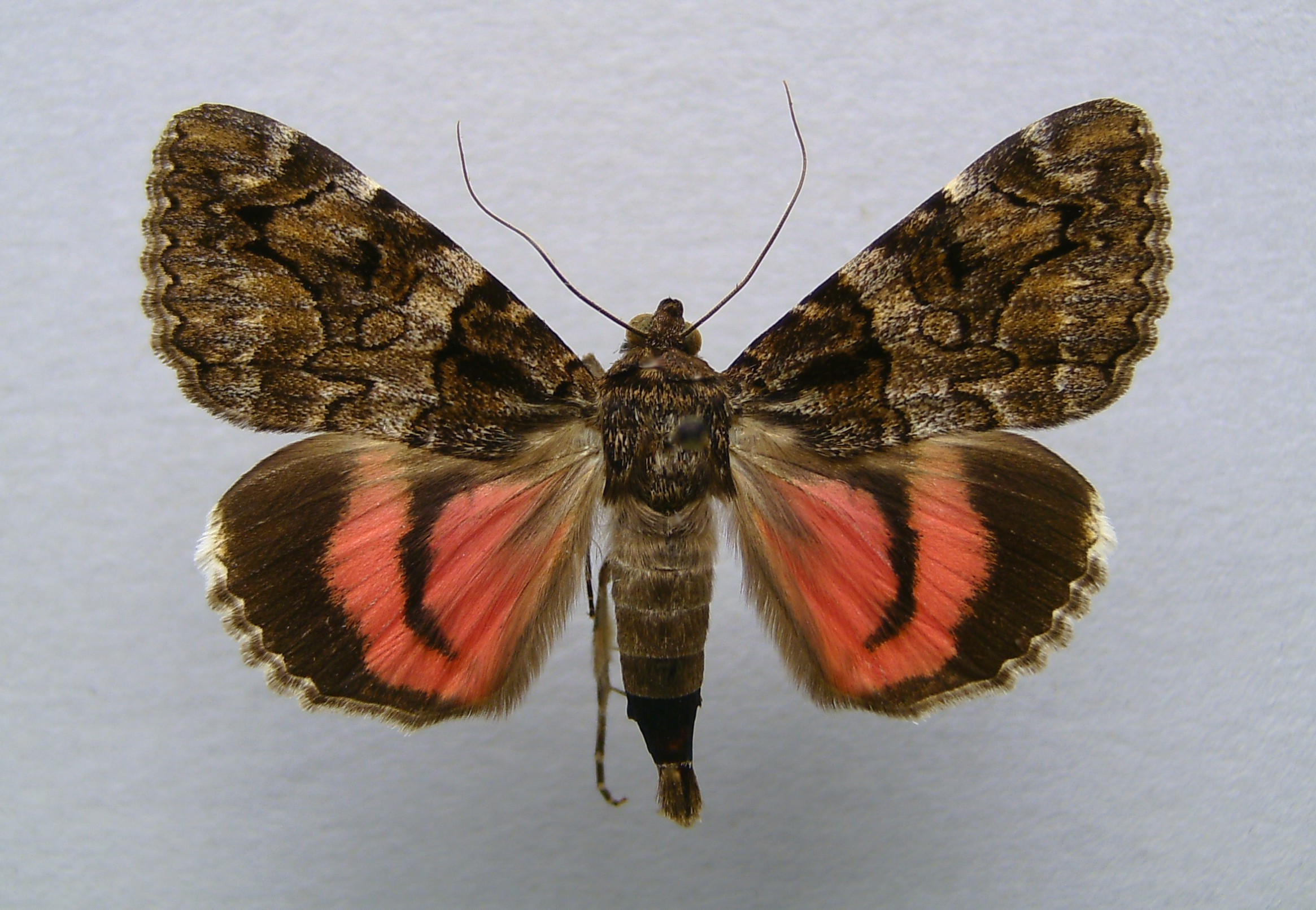
Catocala conjuncta, la Conjointe
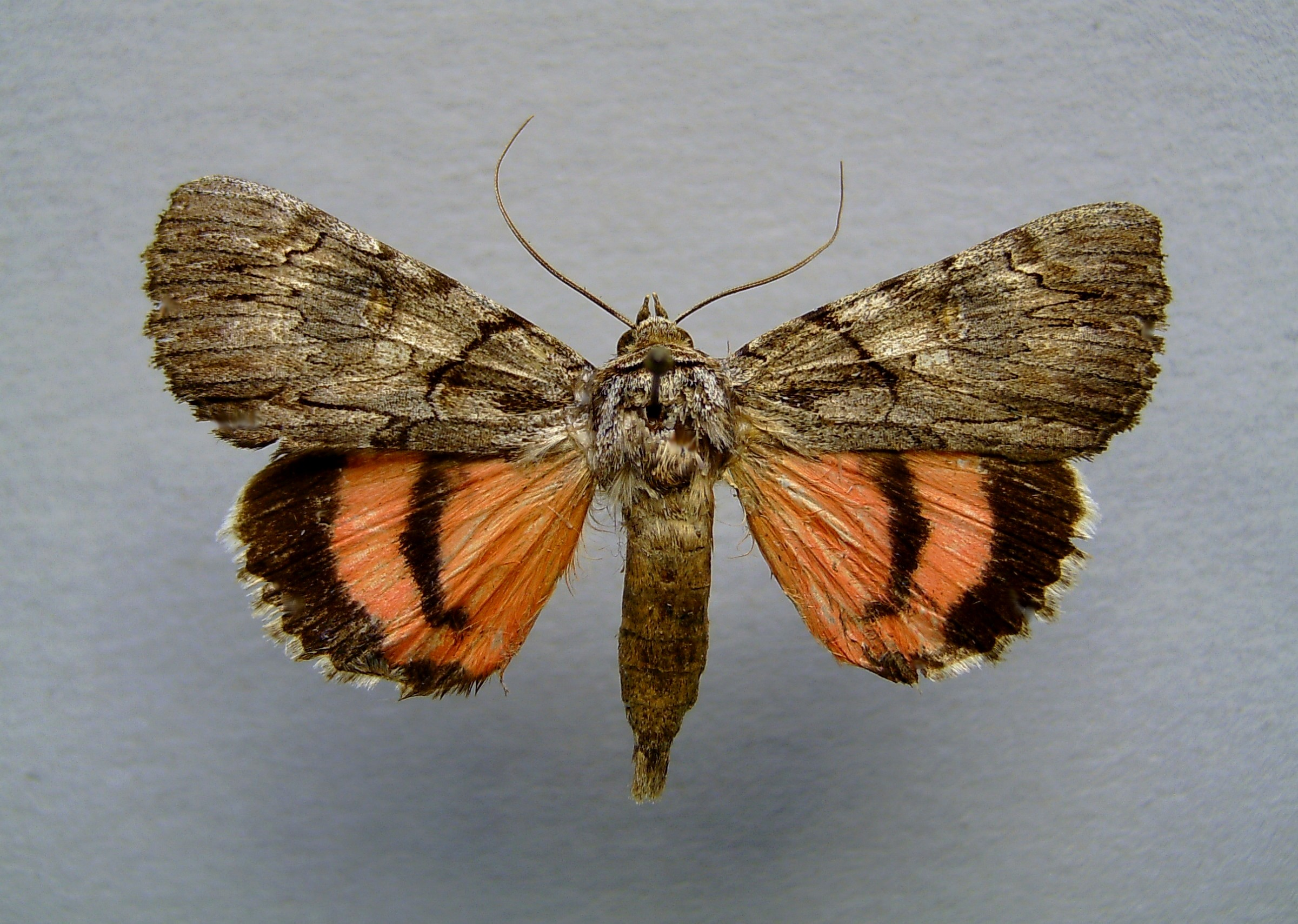
Catocala lupina, la Démasquée
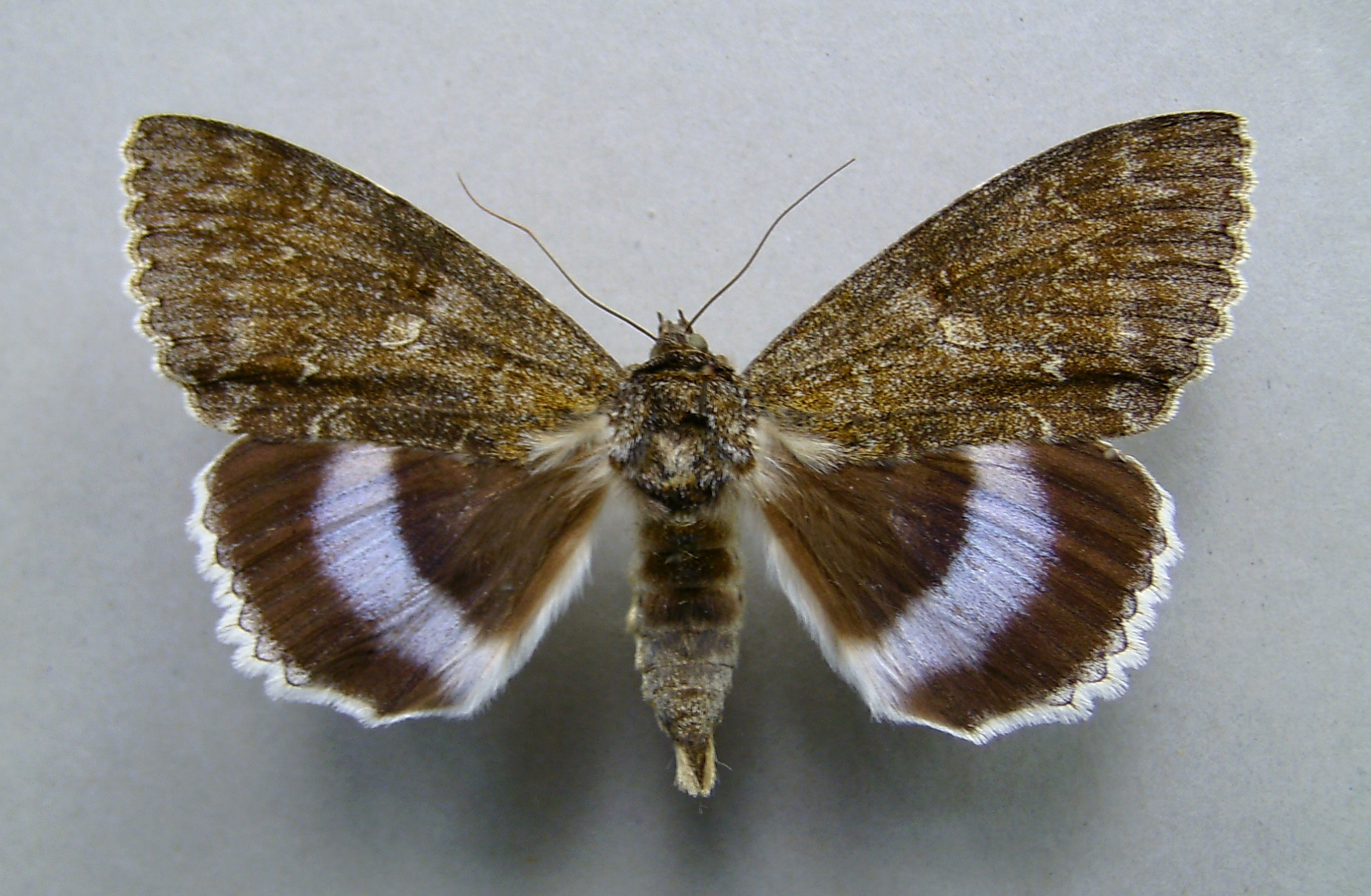
Catocala fraxini, la Lichénée bleue